# Whistleblower Protection Act
La Ley de Protección de Denunciantes de 1989, 5 U. S. C. 2302(b)(8)-(9), Pub. L. 101-12, en su forma enmendada, es una ley federal de los Estados Unidos que protege a los denunciantes de irregularidades federales que trabajan para el gobierno y denuncian la posible existencia de una actividad que constituye una violación de la ley, las normas o los reglamentos, o una mala administración, un grave despilfarro de fondos, un abuso de autoridad o un peligro sustancial y específico para la salud y la seguridad públicas. Un organismo federal viola la Ley de protección de denunciantes si las autoridades del organismo toman (o amenazan con tomar) medidas de represalia contra cualquier empleado o solicitante debido a la divulgación de información por parte de ese empleado o solicitante.

## Agencias Federales autorizadas
- La Oficina de Asesoría Especial investiga las denuncias de los federales. En octubre de 2008, el entonces abogado especial Scott Bloch renunció en medio de una investigación del FBI sobre si obstruía la justicia al borrar ilegalmente los archivos informáticos tras las denuncias de que había tomado represalias contra los empleados que no estaban de acuerdo con sus políticas. El entonces senador Barack Obama hizo un voto de campaña para designar un abogado especial comprometido con los derechos de los denunciantes. No fue hasta abril de 2011 que la designada por el presidente Obama, Carolyn Lerner, fue confirmada por el Senado. Hoy en día, la misión principal de la OSC es salvaguardar el sistema de méritos protegiendo a los empleados y solicitantes federales de las prácticas prohibidas de personal, especialmente las represalias por denunciar.
- La Junta de Protección de Sistemas de Mérito, un organismo cuasi judicial que adjudica las denuncias de los denunciantes, utiliza jueces de derecho administrativo designados que a menudo respaldan al gobierno. Desde el año 2000, la junta ha dictaminado sobre los denunciantes de irregularidades sólo tres veces en 56 casos decididos en función de sus méritos, según un análisis del Proyecto de Rendición de Cuentas del Gobierno. Obama nombró un nuevo presidente y vicepresidente con antecedentes como defensores de los trabajadores federales, pero Tom Devine de GAP dice: "Es probable que les lleve años cambiar las cosas". Actualmente, esta oficina trabaja para proteger los Principios del Sistema de Méritos y promover una fuerza de trabajo federal efectiva y libre de prácticas de personal prohibidas.La Junta de Protección de Sistemas de Mérito, un organismo cuasi judicial que adjudica las denuncias de los denunciantes, utiliza jueces de derecho administrativo designados que a menudo respaldan al gobierno. Desde el año 2000, la junta ha dictaminado sobre los denunciantes de irregularidades sólo tres veces en 56 casos decididos en función de sus méritos, según un análisis del Proyecto de Rendición de Cuentas del Gobierno. Obama nombró un nuevo presidente y vicepresidente con antecedentes como defensores de los trabajadores federales, pero Tom Devine de GAP dice: "Es probable que les lleve años cambiar las cosas". Actualmente, esta oficina trabaja para proteger los Principios del Sistema de Méritos y promover una fuerza de trabajo federal efectiva y libre de prácticas de personal prohibidas.
- El Tribunal de Apelación del Circuito Federal fue creado en virtud del artículo III de la Constitución el 1 de octubre de 1982. Es el único tribunal facultado para oír apelaciones de casos de denuncia decididos por la junta de mérito. El Circuito Federal ha sido criticado por el Senador Grassley (R-Iowa) y otros en el Congreso por malinterpretar las leyes de los denunciantes y sentar un precedente hostil a los demandantes. Entre 1994 y 2010, el tribunal había fallado a favor de los denunciantes de irregularidades en sólo tres de 203 casos decididos en función de sus méritos, según el análisis de GAP.

## Casos legales
El Tribunal Supremo de los Estados Unidos, en el caso Garcetti v. Ceballos, 04-473, dictaminó en 2006 que los empleados del gobierno no tienen protección contra las represalias de sus empleadores en virtud de la Primera Enmienda de la Constitución cuando hablan en cumplimiento de sus obligaciones laborales oficiales. La Junta de Protección de Sistemas de Mérito de los Estados Unidos (MSPB) utiliza abogados de la agencia en lugar de jueces de derecho administrativo para decidir sobre las apelaciones de los empleados federales. Estos abogados, llamados "abogados examinadores", niegan el 98% de las apelaciones de los denunciantes; la Junta y el Tribunal de Apelaciones del Circuito Federal dan gran deferencia a sus decisiones iniciales, lo que resulta en tasas de confirmación del 97% y el 98%, respectivamente. Las características más comunes de una demanda judicial que están comprendidas en la protección de la Ley son: que el demandante es un empleado o una persona amparada por la ley o el derecho consuetudinario específico en que se basa la acción, que el demandado es un empleador o una persona amparada por la ley o el derecho consuetudinario específico en que se basa la acción, que el demandante participó en una actividad de denuncia protegida, que el demandado sabía o tenía conocimiento de que el demandante participaba en esa actividad, que se habían adoptado medidas de represalia contra el que había hecho la denuncia y que el trato injusto no se habría producido si el demandante no hubiera llamado la atención sobre las actividades. Robert MacLean dio el soplo sobre el hecho de que la TSA había recortado sus fondos para más mariscales aéreos. En 2009 MacLean, representado por el Proyecto de Responsabilidad Gubernamental, impugnó su despido en la Junta de Protección de Sistemas de Mérito, alegando que "su divulgación del mensaje de texto estaba protegida por la Ley de Protección de Denunciantes de 1989, porque 'creía razonablemente' que la información filtrada revelaba 'un peligro sustancial y específico para la salud o la seguridad pública'". MacLean ganó el caso en un fallo de 7-2 en la Corte Suprema en enero de 2015.

## Whistleblower Acto de Trucaje de la protección y Directiva de Política Presidencial 19
El Presidente Barack Obama emitió la Directiva de Política Presidencial 19 (PPD-19), titulada "Protección de los denunciantes con acceso a información clasificada". Según la directiva firmada por Obama el 10 de octubre de 2012, está escrito que "esta Directiva de Política Presidencial asegura que los empleados (1) que sirven en la Comunidad de Inteligencia o (2) que son elegibles para acceder a información clasificada puedan reportar efectivamente el desperdicio, el fraude y el abuso mientras protegen la información clasificada de seguridad nacional". Prohíbe las represalias contra los empleados por denunciar el despilfarro, el fraude y el abuso.
Sin embargo, según un informe que el Comité de Seguridad Interior y Asuntos Gubernamentales presentó para acompañar el artículo 743, "los denunciantes federales han visto disminuir su protección en los últimos años, en gran medida como resultado de una serie de decisiones del Tribunal de Apelaciones de los Estados Unidos para el Circuito Federal, que tiene jurisdicción exclusiva sobre muchos casos presentados en virtud de la Ley de protección de denunciantes (WPA). Específicamente, el Circuito Federal ha dado una definición estrecha al tipo de divulgación que califica para la protección de los denunciantes. Además, la falta de recursos en virtud de la legislación actual para la mayoría de los denunciantes de la comunidad de inteligencia y para los denunciantes que se enfrentan a represalias en forma de retirada de la autorización de seguridad del empleado deja desprotegidos a los que están en condiciones de revelar irregularidades que afectan directamente a nuestra seguridad nacional". 743 abordaría esos problemas restableciendo la intención original del Congreso de la AMP de proteger adecuadamente a los denunciantes de irregularidades, reforzando la AMP y creando nuevas protecciones para los empleados de los servicios de inteligencia y nuevas protecciones para los empleados cuya autorización de seguridad se retire en represalia por haber hecho revelaciones legítimas de los denunciantes. El S. 743 finalmente se convirtió en Pub. L. 112-199 (Rep. S. 112-155).

## Legislación relacionada
El 14 de julio de 2014, la Cámara de Representantes de los Estados Unidos votó a favor de la aprobación de la Ley de Extensión de la Revisión de Todos los Circuitos (H. R. 4197; 113º Congreso), un proyecto de ley que otorga autoridad a los empleados federales que deseen apelar su sentencia ante cualquier tribunal federal, y que permite a los denunciantes apelar ante cualquier Tribunal de Apelaciones de los Estados Unidos que tenga jurisdicción. El proyecto de ley ampliaría de tres años después de la fecha de entrada en vigor de la Ley de Mejora de la Protección de los Denunciantes de 2012 (es decir, el 27 de diciembre de 2012), el período permitido para: 1) presentar una petición de revisión judicial de las decisiones de la Junta de Protección de los Sistemas de Mérito en los casos de denunciantes, y 2) cualquier revisión de dicha decisión por el Director de la Oficina de Gestión de Personal (OPM).